# Peresław Zaleski
Peresław Zaleski (ros. Переславль-Залесский, Pieriesławl-Zalesskij) – miasto w Rosji, w obwodzie jarosławskim, siedziba władz regionu, końcowa stacja linii kolejowej Moskwa – Jarosław, na nitce od miasta Bieriedniejewo. Ludność: 42,9 tys. mieszkańców w 2005 roku.

## Geografia

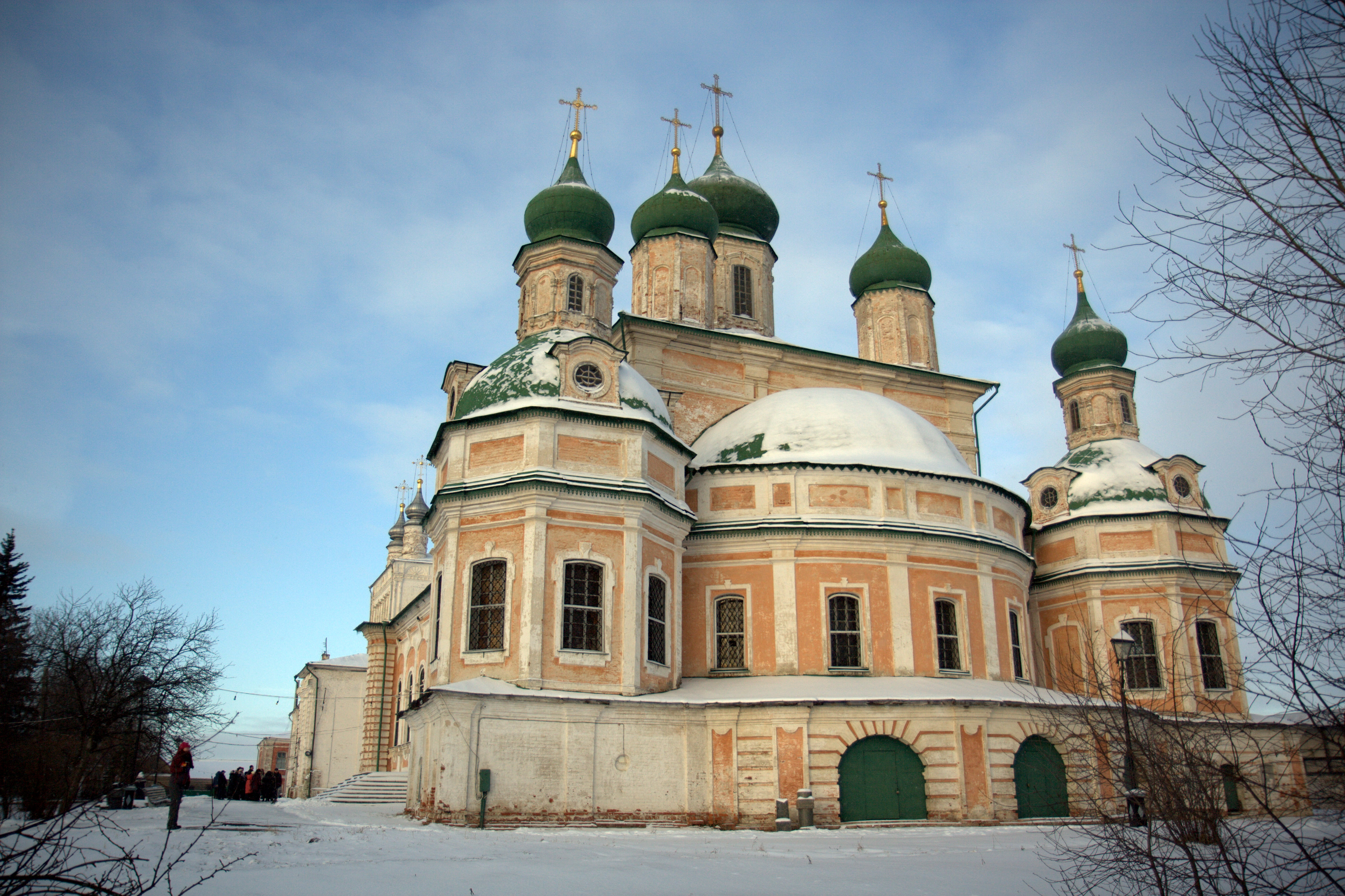
Monastyr Goricki

Miasto położone w odległości 140 km od Moskwy przy szosie jarosławskiej, na brzegu jeziora Pleszczejewo. Siedziba władz Parku Narodowego „Pleszczejewo oziero”. Nazwa Zaleski oznacza, że miasto leży na ziemiach historycznej Rusi Zaleskiej i nazwano je tak, aby odróżnić od Perejasławia na Ukrainie.

## Historia

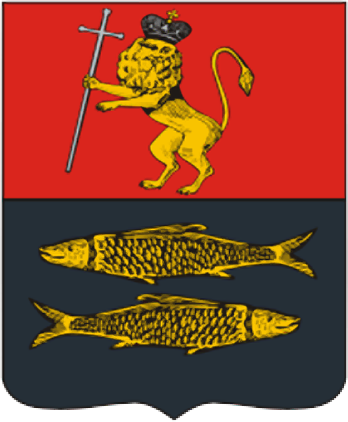
Herb (1781)

Miasto zostało założone w 1152 przez księcia Jurija Dołgorukiego i nazwano je na cześć Perejasławia, grodu na Rusi Kijowskiej (początkowo także nosił nazwę Perejasław Zaleski, później przekształconą w Peresław Zaleski). W 1220 roku urodził się w Perejasławiu książę Aleksander Newski. W latach 1276–1293 (z przerwą), syn Aleksandra Newskiego, Dymitr Aleksandrowicz, książę Perejasławia panował jako wielki książę włodzimierski, ale jego rezydencja znajdowała się w Perejasławiu (z tego powodu miasto stało się faktyczną stolicą księstw północnoruskich). W 1302, po śmierci syna Dymitra, Iwana Dymitrewicza, miasto, zgodnie z jego testamentem, przeszło pod władzę Księstwa Moskiewskiego. W 1382 i 1408 miasto padło ofiarą najazdów Ordy. Później mocno ucierpiał także w okresie wielkiej smuty. Od 1608 był okupowany przez wojska polsko-litewskie. W 1692 roku car Piotr I Wielki podjął decyzję o budowie ćwiczebnej floty wojennej na jeziorze Pleszczejewo, co było początkiem rosyjskiej marynarki wojennej. Od XVIII wieku – centrum prowincji w guberni moskiewskiej, od 1775 roku w guberni włodzimierskiej. W 1884 roku zbudowano wodociąg. W epoce ZSRR centrum rejonu peresławskiego.

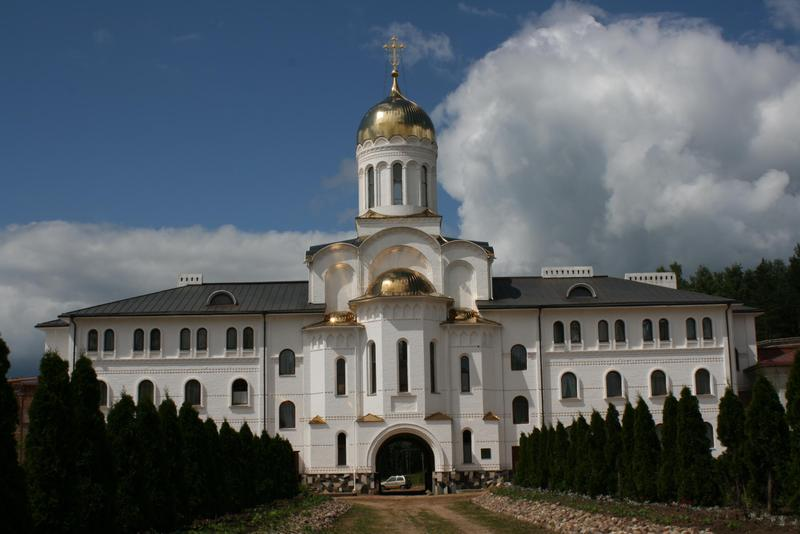
Sobór św. Mikołaja

## Gospodarka
W mieście znajdują się duże zakłady chemiczne „Kodak”, produkujące także syntetyczne tkaniny. Mieszczą się tutaj też zakłady maszynowe i przemysłu spożywczego oraz tytoniowego. W okolicznych Talicach znajduje się muzeum kolei wąskotorowej. Pod Peresławiem, we wsi Wieśkowo, położony jest Instytut Programowania Rosyjskiej Akademii Nauk. W mieście działa Uniwersytet Miasta Peresławia.

## Zabytki
Peresław Zaleski to miasto bardzo bogate w zabytki staroruskiej architektury. Znajduje się tutaj pięć klasztorów (Goricki Zaśnięcia Matki Bożej, Trójcy Świętej i Daniela Słupnika, św. Teodora Stratylatesa, św. Mikołaja i Nikitski), sobór Przemienienia Pańskiego z XII wieku (najstarszy zabytek architektury północno-wschodniej Rusi), cerkiew św. Piotra Moskiewskiego z 1585 roku i wiele innych cerkwi. W centrum miasta zachował się wał miejski, okrążający historyczne centrum miasta.
W odległości 2 km na północny zachód od miasta znajduje się zabytek archeologiczny „Kleszczinskij kompleks”. Centrum kompleksu stanowi miasto Kleszczin, w którym zachowały się drewniano-ziemne wały z XII wieku. Zachował się również obiekt kultu pogańskiego Słowian – „Błękitny kamień” – ogromny głaz ważący ok. 4 ton.
Miasto wchodzi w skład tzw. Złotego Pierścienia Rosji. Znajduje się tutaj kilka hoteli.
W mieście znajduje się państwowy historyczno-architektoniczny skansen (na terytorium dawnego monasteru Gorickiego), muzeum „Bucik Piotra I” (z 1803 roku, jedno z najstarszych prowincjonalnych muzeów w Rosji), inne muzea: żelazek, dzbanków, masek, kolei wąskotorowej we wsi Talicy.

## Religia
W mieście znajduje się 5 klasztorów, w tym cztery czynne – żeńskie: św. Mikołaja i św. Teodora oraz męskie:  Trójcy Świętej św. Daniela i św. Nikity. Dawny Goricki Monaster Zaśnięcia Matki Bożej mieści muzeum, znajduje się tutaj również wiele cerkwi, w tym sobór Przemienienia Pańskiego. W XVIII i XIX wieku Peresław był ośrodkiem eparchii, później w mieście pracowało Wyższe Seminarium Duchowne.